# 3e régiment d'artillerie (France)
 (3 août 2025).
Pour les articles homonymes, voir 3e régiment.
Le 3e régiment d'artillerie (3e RA) (également appelé 3e régiment d'artillerie à pied) est un régiment d'artillerie de l'Armée de terre française créé sous la Révolution à partir du régiment de Besançon artillerie un régiment français d'Ancien Régime.

## Création et différentes dénominations
- 1791 : 3e régiment d'artillerie
- 1794 : 3e régiment d'artillerie à pied
- 1815 : Licencié
- 1816 : Régiment de Valence
- 1820 : 3e régiment d'artillerie à pied
- 1829 : 3e régiment d'artillerie
- 1854 : 3e régiment d'artillerie à pied
- 1867 : 3e régiment d'artillerie monté
- 1872 : 3e régiment d'artillerie
- 19 octobre 1914 : 3e régiment d'artillerie de campagne

## Colonels et chefs de corps
- 18 juillet 1792 : Jean Baptiste Marie Fayard de Sinceny
- 1er novembre 1792 : Charles Morard de La Bayette de Galles (*)
- 5 août 1793 : N. de Boubers
- 30 novembre 1793 : N. de Bellencontre
- 10 mai 1794 : Jean-Baptiste Lobréau
- 16 octobre 1805 : François Louis Bouchu
- 1er août 1811 : Guido Joseph de Ritiis Ricci
- 21 juin 1814 : Jean Baptiste Nicolas Schouller[1]
- 22 janvier 1816 : Victor Abel baron Dessalles
- 8 mars 1823 : Georges Poirel
- 3 février 1826 : Joseph Félix Leblanc de La Combe
- 11 août 1830 : Jean baron Pache
- 18 juin 1831 : François Ignace Delort de La Flotte
- 14 juillet 1834 : Michel Christophe Jean Le Boul
- 4 mars 1841 : Marie Joseph Maurice de La Coste du Vivier[2]
- 10 février 1846 : Paul Pierre Savoye
- 10 octobre 1852 : Philippe Gustave Voysin de Gartempe
- 1854 : François Braive
- 14 avril 1855 : Eugène Catherine de Beurmann
- 20 août 1863 : Jean-François Le Secq de Crépy
- 27 mars 1871 : Félix Hyppolyte Gresset

- 1903/1907 : colonel Prosper Péchot (inventeur de la voie 60)

- 23/06/1914 - 18/10/1914 : Colonel Léonce Marie Lebrun

- 1970/1973 : colonel Lamort
- 1973/1975 : Colonel Daniel Clédière
- 1975/1977 : colonel Libourel
- 1977/1979 : colonel Lemaire
- 1979/1981 : colonel Martinie
- 1981/1983 : colonel Lejehan
- 1983/1985: colonel Buisine
- 1988/1989 : Colonel Guiochon
- 1989/1991 : Colonel Hasselmann
- 1992/1993 : Colonel Perrin

## Historique des garnisons, combats et batailles du3eRA

### Guerres de la Révolution et de l'Empire
La Révolution supprime les dénominations de l'ancien régime, les régiments sont numérotés. Le no 3 est attribué au régiment, en fonction de son ancienneté.

Devenu 3e régiment d'artillerie l'ancien régiment de Besançon artillerie, quitte, le 1er avril 1791, Douai pour se rendre à La Fère, à cause de quelques troubles dans lesquels un certain nombre de canonniers et de soldats du régiment de Vintimille s'étaient compromis.
En 1792, le régiment est partagé entre les places de la frontière de Flandre et les armées du Nord et de la Moselle. Cette même année, il forme sa 21e compagnie à cheval qui était commandée par le capitaine Hanicque.
Les compagnies du 3e régiment d'artillerie se distinguèrent aux défenses de Lille en 1792 et de Valenciennes en 1793, et prirent part aux conquêtes de la Belgique et à celle de la Hollande. Quelques-unes se trouvèrent à Valmy, à Jemmapes, à Kayserslautern, et aux sièges de Lyon et d'Anvers.
Le dépôt, qui s'était retiré à Valenciennes, après la bataille de Neerwinden, fut compris dans la capitulation de cette place, et alla d'abord s'établir à La Fère pour revenir bientôt à Douai, d'où il alla à Auxonne après la paix de Bâle.
Par décret du 19 pluviôse an II (7 février 1794) créant le 3e régiment d'artillerie à cheval, le régiment prend alors la dénomination de « 3e régiment d'artillerie à pied ».
Fin juin 1795, les 1er et 3e bataillons la 38e demi-brigade, le 3e bataillon de la 128e demi-brigade, les 2e et 3e bataillons de la 176e demi-brigade, le 7e bataillon de volontaires de l'Yonne, le 3e régiment de dragons, le 21e régiment de chasseurs à cheval, la 27e division de gendarmerie  et des détachements des 2e,3e et 6e régiments d'artillerie sont camp de Marly sous les ordres du général Baraguey d'Hilliers commandant de l'armée de Paris.
En 1796, le 3e régiment d'artillerie fourni, quelques compagnies à l'armée d'Italie et d'autres à l'armée d'Angleterre. La plupart de ces dernières passèrent successivement aux colonies, ce qui éloigna le régiment du service de la Grande Armée. Son dépôt avait été placé, en 1801, à Toulouse, et il y resta jusqu'à la fin de l'Empire, fournissant aux besoins des armées d'Espagne et de Portugal et des côtes et des îles de l'Océan depuis Brest jusqu'à Bayonne et de celles de la Méditerranée.
- 1799
  - Bataille de Stockach

Le 3e régiment d'artillerie à pied participe ensuite à la plupart des campagnes du Premier Empire[réf. nécessaire]. Il s'illustre à Austerlitz en 1805.
Quelques compagnies servaient en 1806 en Italie et dans le royaume de Naples et d'autres étaient en Allemagne
- 1806 : Campagne de Prusse et de Pologne
  - 14 octobre : Bataille d'Iéna

En 1807, une partie du régiment se trouve à la bataille d'Eylau.
Vint enfin la guerre d'Espagne, à partir de 1808, dont le régiment porta le principal poids en ce qui regarde l'artillerie. Trois de ses compagnies furent englobées dans le désastre de Bailén. Cinq étaient attachées au de l'armée d'Espagne. Dix compagnies servaient à l'armée de Portugal et participèrent à la bataille de Vimeiro.
- 1808 : Armée de Portugal - Guerre d'indépendance espagnole
  - Bataille de Bailén
  - Bataille de Vimeiro

Il s'illustre au  siège Saragosse.
Voici quel était l'emplacement des fractions du corps au 1er janvier 1812 , au moment où se préparait la campagne de Russie : 
- 1re compagnie à la pointe de Grave
- 2e compagnie à Barcelone
- 3e compagnie à Toulouse
- 4e compagnie à l'armée d'Espagne
- 5e compagnie à Figueras
- 6e compagnie à Flessingue
- 7e compagnie à Madrid
- 8e compagnie à l'île de Ré
- 9e compagnie à León
- 10e compagnie à l'armée de Portugal
- 11e compagnie à Anvers
- 12e compagnie à Figueras
- 13e compagnie à Bréda
- 14e compagnie à l'armée d'Espagne
- 15e compagnie à l'armée de Portugal
- 16e compagnie à Toulouse
- 17e compagnie à Toulouse
- 18e compagnie à l'armée d'Espagne
- 19e compagnie à l'armée de Portugal
- 20e compagnie à l'armée de Portugal
- 21e compagnie à l'armée d'Espagne
- 22e compagnie à l'armée d'Espagne
- Dépôt à Vérone

Les compagnies stationnaires dans les Pays-Bas ont fait les campagnes de Russie et de Saxe. Du 16 au 19 octobre elles combattirent à la  bataille de Leipzig.
Conformément au décret du 1er août 1813, le régiment avait été porté à 28 compagnies, comme les autres. La 23e compagnie avait été faite prisonnière près de Dresde.
- 1814 : Guerre d'indépendance espagnole, Campagne de France (1814)
  - 27 février : bataille d'Orthez

Le 30 mars 1814, le dépôt, sur l'ordre du maréchal Soult, s'était transporté de Toulouse à Carcassonne. Revenu à Toulouse après la capitulation de Paris, le régiment y est réorganisé le 1er septembre 1814 par le général Tirlet.
Au moment du retour de l'Île d'Elbe, quelques compagnies furent envoyées à l'armée que le duc d'Angoulême essayait d'organiser sur le Rhône pour barrer le passage à l'Empereur. Elles firent ce que fit le reste de l'armée; elles se rallièrent à Napoléon.
Le 3e régiment d'artillerie n'a pris aucune part à la campagne de Belgique. Les compagnies étaient ainsi placées , à la date du 1er juillet 1815 : 
- 1re compagnie à Bayonne
- 2e compagnie à Antibes
- 3e compagnie à Bayonne
- 4e compagnie à Mont-Louis
- 5e compagnie à Toulouse
- 6e compagnie à Narbonne
- 7e compagnie à Antibes
- 8e compagnie à Bellegarde
- 9e compagnie à Antibes
- 10e compagnie à Saint-Jean-Pied-de-Port
- 11e compagnie à Vincennes
- 12e compagnie à Perpignan
- 13e compagnie à Vincennes
- 14e compagnie à Tarascon
- 15e compagnie à Perpignan
- 16e compagnie à Blaye
- 17e compagnie à Rochefort
- 18e compagnie à Bordeaux
- 19e compagnie à Bayonne
- 20e compagnie à Toulouse
- 21e compagnie à l'île de Bourbon

Les 11e et 13e compagnies repassèrent la Loire avec l'armée de Waterloo et vinrent s'établir à Limoges.
La partie principale du 3e régiment d'artillerie est licencié à Toulouse le 1er novembre 1815 par le général Bouchu. Les autres compagnies le furent à leur tour, en tenant compte du service des places. Les dernières compagnies vécurent jusqu'au 28 juillet 1816.

### De 1816 à 1852
Le dépôt placé sous les ordres du commandant Ocher de Beaupré, s'était transporté en février 1816 de Toulouse à Valence.
C'est là qu'a été formé immédiatement le nouveau « 3e régiment d'artillerie à pied », sous le titre de « régiment de Valence ». Il eut pour fonds le dépôt et 2 compagnies et demie de l'ancien 3e régiment d'artillerie à pied, et reçut les anciens canonniers des départements des Basses-Alpes, des Hautes-Alpes, du Var, de la Drôme et de l'Isère.
En 1820 le « régiment de Valence » prend le nom de « 3e régiment d'artillerie à pied ».
En 1821, il est en garnison à Strasbourg, puis à La Fère en 1823, et à Metz en 1826. 
En 1829, à Metz, il prend le nom de 3e régiment d'artillerie mixte en recevant les 4e, 5e et 6e compagnies du 4e régiment d'artillerie à cheval et en versant ses quatre dernières compagnies au 9e régiment de nouvelle formation. 
En 1830, il est en garnison à Rennes puis à Strasbourg en 1832.
Au début de 1834, il cède trois de ses batteries qui vont concourir à Bourges à la formation du 12e régiment d'artillerie.
Il se trouve en poste à La Fère en 1838, à Vincennes en 1842, à Metz en 1844, à Valence en 1848 et à Toulouse en 1852.

### Second Empire
Il était encore à Metz en 1854, lorsqu'il fut atteint par la fâcheuse organisation qui marque cette année. Par des motifs absolument incompréhensibles, les vieilles traditions ont été brisées. La plupart des régiments changèrent de numéros, et le 3e régiment d'artillerie perdit le rang qu'il possédait depuis si longtemps. Il devint le 8e régiment d'artillerie monté. 
L'organisation du 6 mars 1854, forme le 3e régiment à pied avec l'état-major et 4 batteries du 6e régiment d'artillerie, 4 batteries à pied du 1er régiment d'artillerie et 4 batteries à pied du 14e régiment d'artillerie.
Dans la première moitié du XIXe siècle, le 3e RA embarque pour l'Algérie. En 1854 et 1855, il est en Crimée à Sébastopol. Puis en 1859, il participe à la victoire des troupes franco-piémontaises à Solférino.
Comme les autres régiments d'artillerie à pied, il est redevenu régiment mixte en 1866 et 1867.
De 1862 à 1867, il s'illustre dans l'expédition du Mexique en particulier lors de la bataille de Mazatlan en 1866.
En 1870, 17 batteries sont engagées sur le sol national contre les Allemands, dans l'armée du Rhin. Après la capture de l'armée impériale, une partie des batteries qui n'avaient pas été engagées participent à la défense de Paris et se trouvent engagées aux batailles et combats de Chatillon, de La Malmaison, de Champigny, du Bourget, de Buzenval et de Montretout.

Une autre partie engagée avec la 1re armée de la Loire participe aux batailles d'Artenay, de Coulmiers, de Ladon, de Beaune-la-Rolande, de Chevilly et d'Orléans.

Une troisième partie engagée dans la 2e armée de la Loire participe aux batailles de Patay et du Mans.

Une dernière partie affectée à l'armée de l'Est est engagées aux batailles de Villersexel (18e batterie) et d'Héricourt.

### De 1871 à 1914

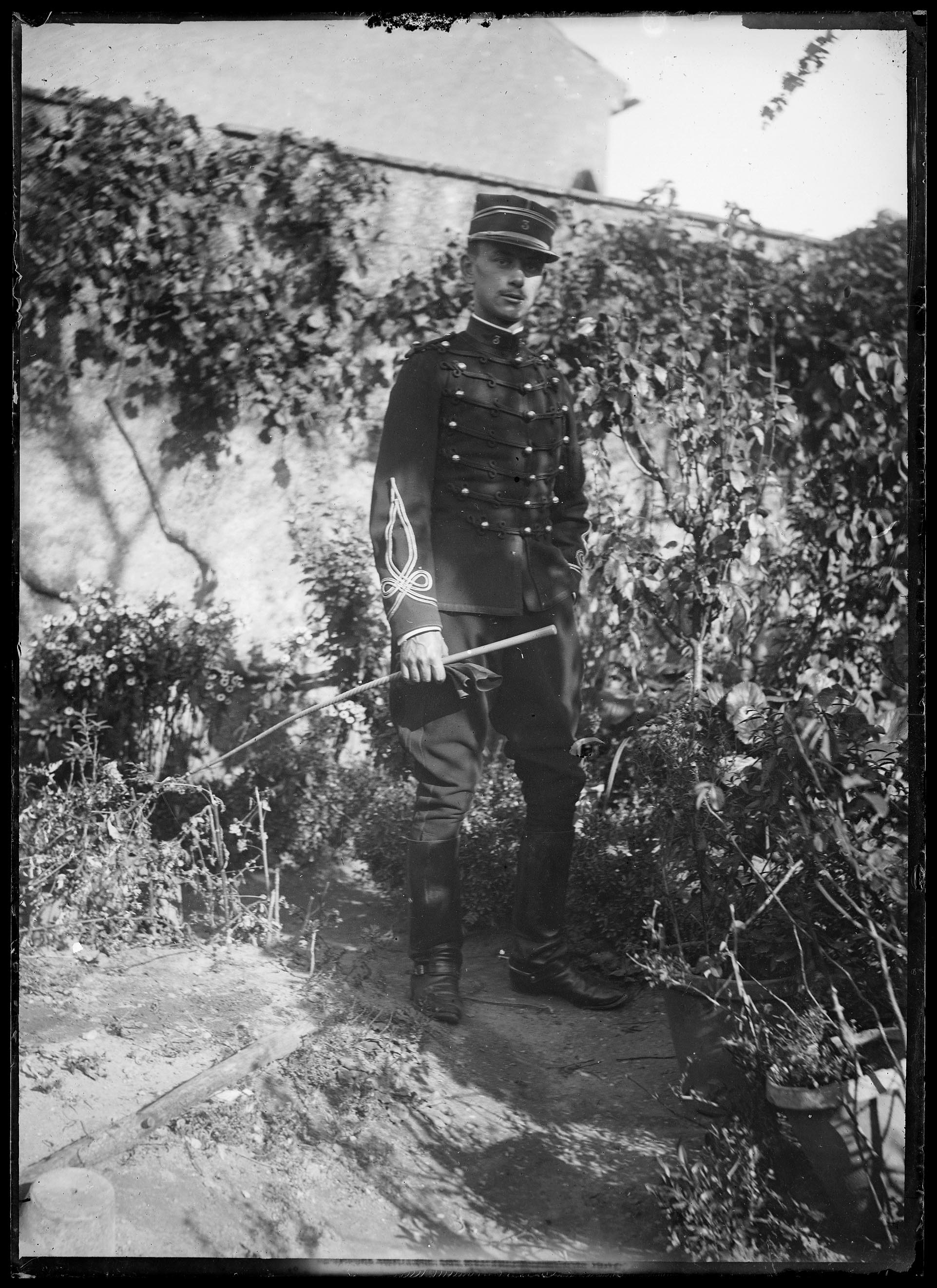
Le lieutenant Félix Léon Marie, du 3e régiment d'artillerie, vers 1892.

En 1871, une partie du régiment est envoyé en Algérie.
En 1872, il garde son état-major, son dépôt et 8 de ses batteries et il reçoit une batterie à cheval du 18e régiment d'artillerie et une batterie à cheval du 19e régiment d'artillerie. Il cède en échange 7 batteries montées au 19e régiment d'artillerie, une batterie montée au 24e régiment d'artillerie, et 3 batteries au 29e régiment d'artillerie. 
L'année suivante, il fait partie de la 16e brigade d'artillerie, et reçoit une batterie du 9e régiment d'artillerie et verse 3 batteries au 37e régiment d'artillerie de nouvelle formation.
Fin 1873 c'est Castres qui accueille le 3e RA pour 50 ans.
En 1881, il participe à la campagne de Tunisie

### Première Guerre mondiale
Le 3e régiment d'artillerie de campagne est mobilisé à Carcassonne.

#### Affectation
16e brigade d'artillerie, artillerie de la 32e division d'infanterie.
Composition : 3 groupes de 9 batteries de 75 (36 canons). 

#### 1914
Équipé du fameux canon de 75 mm modèle 1897, il part de Carcassonne le 7 août 1914 au sein de la 32e DI
- 28 août au 8 septembre 1914 : siège de Maubeuge
- Du 1er novembre 1914 au 6 janvier 1915 : première bataille d'Ypres. Entre Dikkebus et Wytschaete, le régiment tient sa position pendant 66 jours sous le froid, la pluie persistante et le feu de l'artillerie lourde allemande avant d'être relevé par un régiment britannique[8].

#### 1915
- mars - juin : première bataille de Champagne. Les 6 et 7 mars, avec la 60e division d'infanterie, il participe à la prise du bois Sabot[9]. Il participe aux contre-attaques françaises entre Flirey et Apremont[10]. Du 25 septembre au 6 octobre, il participe à la préparation d'artillerie de l'offensive française vers Saint-Jean-sur-Tourbe et Malmy[11]. Le 30 octobre, le régiment subit le feu massif d'une contre-attaque allemande utilisant des obus à gaz ; plusieurs pièces sont détruites ; les batteries françaises ripostent jusqu'à épuisement de leurs munitions[12]. Des tirs sporadiques se poursuivent jusqu'au début de janvier 1916 où le régiment est envoyé pour réorganisation et entraînement au camp de Ville-en-Tardenois[13].

#### 1916
Du 14 août au 13 septembre, le régiment s'illustre à Verdun dans le secteur de Fleury et Thiaumont. Les batteries tirent plus de 1 000 coups par jour. Les hommes sont épuisés par le manque de sommeil et le ravitaillement ne peut arriver que sous le couvert de la nuit. Après quelques jours de repos, à partir du 25 septembre, le régiment est en position dans l'Argonne ; la pluie, la boue et les tirs sporadiques rendent le séjour pénible,.

#### 1917
À partir du 17 janvier, le régiment, avec la 32e division d'infanterie, est positionné dans le secteur du Mort-Homme par un froid atteignant -20°C. Le 18 mars, il subit une attaque allemande avec obus à gaz suivie d'une contre-attaque française les jours suivants. Les canons de 75 français ripostent de leur mieux au tir des 210 allemands. Le 26 juin, alors que le régiment devait être relevé le jour même, une attaque allemande l'oblige à rester sur place.
Du 17 juillet au 20 août, le régiment participe à la contre-offensive française devant Verdun : il faut déplacer les batteries à bras, malgré des tirs ennemis continuels utilisant l'ypérite, sur un terrain défoncé par les combats précédents. Le 12 octobre, le régiment est relevé après 14 mois de combat incessant. Il part au repos à Vesoul.
Du 5 au 28 novembre, il est envoyé à de nouveaux combats au nord d'Altkirch avant un repos à Belfort et un entraînement au tir à Bavilliers.

#### 1918
En février, au sud de Thann, la division mène une forte reconnaissance, soutenue par l'artillerie, pour sonder les préparatifs allemands à la veille de l'offensive du Printemps. L'artillerie allemande riposte vigoureusement : la 1re et la 3e batterie du régiment subissent de lourdes pertes.
Le 25 mars, le régiment reçoit son ordre de transfert. Il est confronté à l'offensive allemande en Picardie. En avril et mai, il combat dans le secteur du mont Kemmel .
Du 26 mai au 20 août, le régiment tient un secteur au nord de Nancy. Dans la nuit du 20 au 21 août, il est transporté par voie ferrée à Compiègne d'où, en plusieurs marches de nuit, il traverse la forêt de Villers-Cotterêts. Les chevaux de trait font plusieurs dizaines de kilomètres pour acheminer les pièces pour l'offensive prévue au matin du 27 août ; un tir de barrage allemand oblige à la reporter au 28 août. L'offensive française de Picardie permet de reprendre Coucy-le-Château le 7 septembre et de repousser l'ennemi jusqu'à la forêt de Saint-Gobain au début d'octobre. Du 12 octobre au 7 novembre, les Français progressent le long de la Serre, sous les tirs d'obus explosifs et à gaz, sur un terrain rendu difficile par les inondations, abattis d'arbres et démolition de villages.
À partir du 5 novembre, l'ennemi décroche et le régiment avance au nord de Vervins sur un terrain défoncé : il faut 22 heures pour progresser d'un peu moins de 20 kilomètres. Le 7 novembre, il franchit le Thon sur une passerelle improvisée. Le 10 novembre, il est à Brognon et déploie ses batteries pour bombarder les lignes ennemies autour de Signy-le-Petit ; il continue les tirs pendant la nuit sur les Allemands en retraite. Le 11 novembre 1918 à 7h, il reçoit la nouvelle de l'armistice qui entrera en vigueur dans la journée : il n'en continue pas moins son avance. À 10h30, son avant-garde franchit la frontière belge à Cul-des-Sarts et, à 10h46, il tire ses derniers coups de canon sur les colonnes allemandes.

### Entre-deux-guerres
De retour à Carcassonne en 1919[réf. souhaitée], le 3e régiment d'artillerie de campagne est dissous le 31 décembre 1923. Ses éléments rejoignent le 56e régiment d'artillerie divisionnaire à Montpellier et Castres.

### Seconde Guerre mondiale
Le 3e régiment d'artillerie divisionnaire est recréé le 8 septembre 1939 par le centre mobilisateur d'artillerie no 16 (Castres et Montpellier). Constitué d'une batterie hors-rang, de trois groupes de canons de 75 et d'une batterie divisionnaire antichar, il appartient à la 32e division d'infanterie.
Durant la « drôle de guerre », le régiment est en réserve à Cambrai. À la suite de l'offensive du 10 mai 1940, il défend la poche de Dunkerque puis est dissous. Plus précisément, en casernement à Castres, au moment de la mobilisation de septembre 1939, le régiment est ensuite dirigé sur Boulay en Moselle, jusqu'à Noël 1939. Puis il est dirigé vers la région de Cambrai, plus exactement Villers-Plouich où une partie de la troupe passe l'hiver dans la ferme Forez. Le 12 mai 1940, le régiment passe la frontière belge pour défendre Nivelles. Débordé par les attaques de l'aviation allemande, il se replie vers Dunkerque. Une grande partie de la troupe sera évacuée par les Anglais le 4 juin 1940 en direction de Douvres. La troupe est ensuite acheminée par train jusqu'à Plymouth puis réembarquée à destination de Brest. Elle revient immédiatement en position de combattre dans la région de Lisieux. La guerre se termine lorsque les hommes sont à Saint Julien le Faucon, près de Lisieux. Ils sont alors évacués vers les Pyrénées Atlantiques puis démobilisés pendant l'été 1940. Témoignage d'un soldat ayant appartenu à ce régiment.[Quoi ?]
D'après le journal tenu par le brigadier de la 2e pièce de la 1re batterie du 3e RAD, les étapes ont été les suivantes[réf. nécessaire]:
- 2 septembre 1939 : mobilisation à Castres
- 13-14 septembre : embarquement et départ en train
- 16 septembre : arrivée à Girauvoisin (Meuse). Etape de marche jusqu'à Mécrin
- 21 septembre : Jaulny
- 22 septembre : Pommérieux
- 28 septembre : Alemont (Moselle)
- 29 octobre : Colligny puis Piblange
- 30 octobre : Sainte Barbe (2 batailles aériennes)
- 9 novembre : Vry
- 14 novembre : relève de la 2e batterie à Remelfang
- 29 novembre : retour à Vry
- 11 décembre : Piblange puis Noisseville
- 14 décembre : Marly
- 15 décembre : Waville
- 16 décembre : Rembercourt
- 19 décembre : Essey - embarquement dans le train pour Marcoing (Nord)
- 21 décembre : Marcoing puis Metz-en-Couture (Pas de Calais)
- 23 décembre : Gouzeaucourt

...[pourquoi ?]
- 12 avril 1940 : Bourlon
- 27 avril : Demicourt
- 13 mai : Cambrai (embarquement en train)
- 14 mai : arrivée à Manage (Belgique)
- 14-15 mai : Ecaussines et Marche-lez-Ecaussines
- 15-16-17 mai...: attaque puis, sous la pression de l'ennemi, repli des troupes françaises (forêt de Raisme, forêt de Marchiennes, Nomain, etc. puis Lille et enfin Dunkerque)
- 4 juin : traversée jusqu'à Douvres puis transfert vers Tidworth
- 5 juin : Southampton - embarquement pour Cherbourg
- 6 juin : Lisieux puis Saint-Pierre-de-Mailloc
- 8 juin : Saint-Julien-le-Faucon
- 11 juin : Damblainville
- 14 juin : départ en train pour Tarbes puis Nay
- 19 juin : Bordères
- 25 juin 1940 : armistice.

### De 1945 à nos jours
Le 3e RA réapparaît au moment de la guerre d'Algérie, armé du 105 HM2. Il change d'appellation pour devenir le 620e Groupe d'armes spéciales avant d'être de nouveau dissous en mai 1964.
Le 23 mai 1970, le 3e RA reçoit à nouveau son étendard. Durant trois ans, les canonniers du 3 vont mettre en œuvre les rampes de missiles Honest John à Carpiquet en Normandie.
En 1972, il est le premier à servir à Mailly-le-Camp en Champagne, le système d'arme nucléaire tactique Pluton.
Le 1er mai 1974, le régiment est opérationnel. Il tire son premier missile le 4 juillet 1975 à Biscarosse.
Avec le retrait du Pluton, il est dissous le 31 août 1993, devenant ainsi le premier et le dernier régiment nucléaire Pluton.
Créé le 1er septembre 1994 à Mailly-le-Camp, le centre d’entraînement des postes de commandement (CEPC) reçoit le 1er juillet 2013 la dénomination de centre d’entraînement des postes de commandement - 3e régiment d’artillerie, ainsi que la garde de son étendard, rétablissant ainsi la filiation directe avec le 3e régiment d’artillerie.
Le 1er juillet 2017, le CEPC - 3e RA fusionne avec la commission nationale de contrôle interarmes (CNCIA) et devient le centre d’entraînement et de
contrôle des postes de commandements - 3e régiment d'artillerie.
Le 1er juillet 2025, les doubles appellations sont supprimées. Le CECPC - 3e RA prend l'appellation de centre d’entraînement et de
contrôle des postes de commandements (CECPC). Il conserve la garde de l'étendard du 3e régiment d'artillerie.

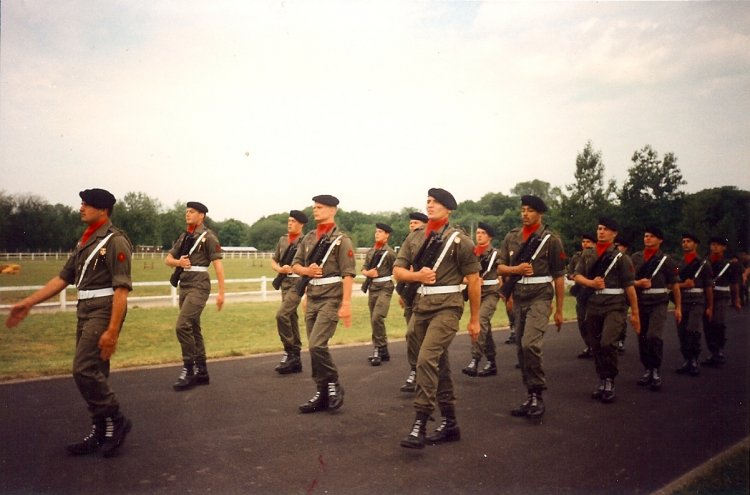
Une batterie du 3e régiment d'artillerie défilant au camp de Mailly en 1989.
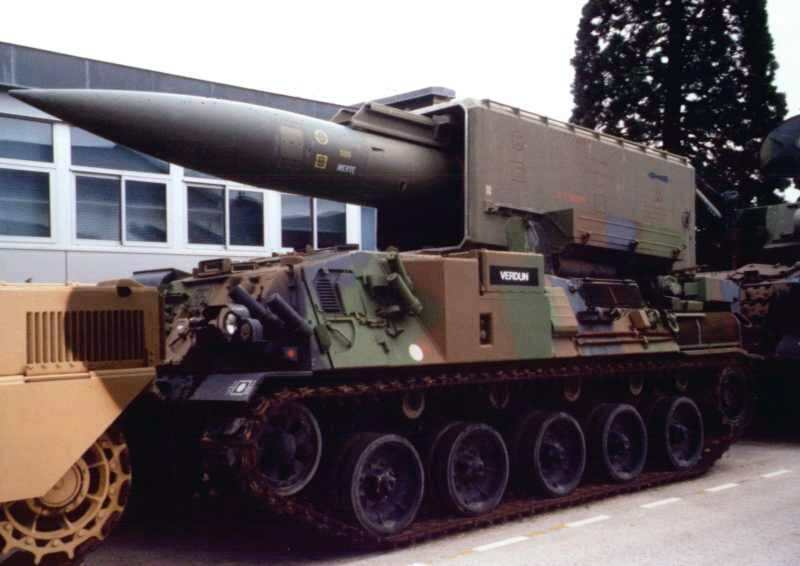
Lance-missile Pluton sur châssis AMX 30.
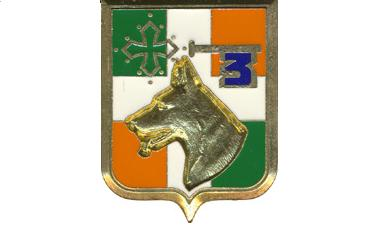
Insigne régimentaire du 3e Régiment d’Artillerie, Détachement de Sécurité Cynophile.
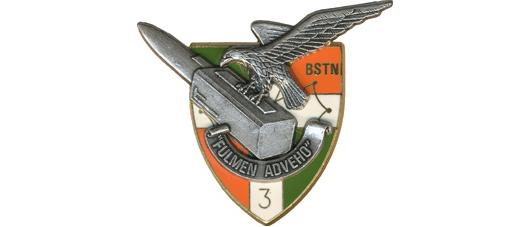
Insigne régimentaire du 3e Régiment d’Artillerie, Batterie de Soutien et Tir Nucléaire.

## Partie confuse a réintroduire dans les articles adéquats
- 1793 : chef de brigade Charles Louis Didier Songis l'Aîné (**)
- 1793 : chef de brigade André de Bellemontre (*)
- 1794 : chef de brigade Jean Baptiste Lobréau (*)
- 1795 : chef de brigade Jean Barthélemot de Sorbier (**)
- 1801 : colonel Alexandre-Pierre Navelet de La Massonnière (*)
- 1805 : colonel François Louis Bouchu (**)

- 1852-1854 : Colonel Antoine Chautan de Vercly

### 3eRégiment d’Artillerie à Cheval
Le 2 décembre 1805, le 3e Régiment d’Artillerie à Cheval est à Austerlitz. Puis, il participe aux campagnes de Prusse et de Pologne.
Trois compagnies sont dirigées en 1808 en Espagne (Saragosse 1809[réf. nécessaire]) pendant que l'autre moitié du régiment contribue aux victoires française à Essling et à Wagram.

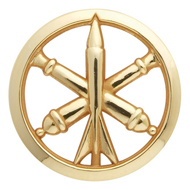
Insigne de béret.

La campagne de Russie sonne le glas de l'Empire. C'est sur le sol national qu'il faut désormais se battre.
À la suite des Cent-Jours le régiment est licencié.
Le 16 août 1820, le 3e régiment d’artillerie à cheval est recréé à Metz avant de s'installer à Toulouse en 1824.
Les 3e régiment d’artillerie à pied et 3e régiment d’artillerie à cheval sont dissous pour renaître sous une seule entité à Besançon qui prend le soin de conserver les traditions de ses deux filiations[réf. nécessaire]

Les 3e régiment d’artillerie à pied et 3e régiment d’artillerie à cheval sont dissous pour renaître sous une seule entité à Besançon qui prend le soin de conserver les traditions de ses deux filiations[réf. nécessaire]
- 1828-1833 : participation à l’expédition de Morée pour soutenir les insurgés grecs lors de la guerre d'indépendance grecque.

En 1849, il fait partie du corps expéditionnaire de la Méditerranée envoyé combattre la République romaine et participe au siège de Rome

## Faits d'armes faisant particulièrement honneur au régiment

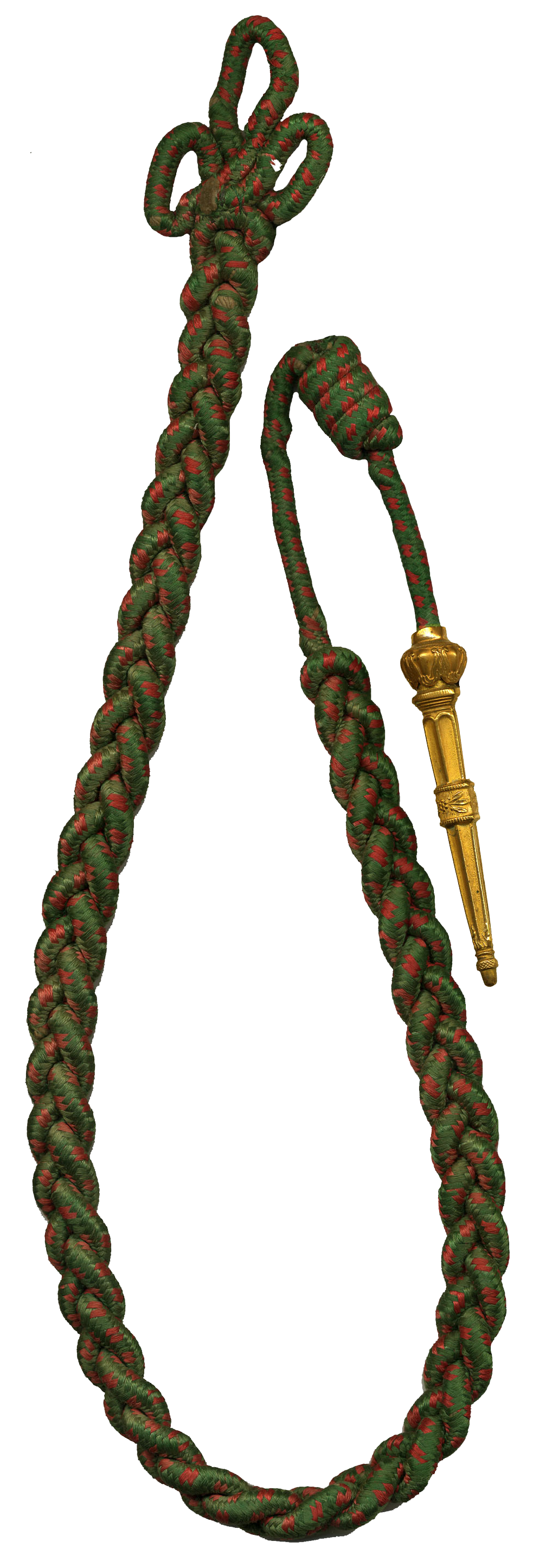
Fourragère aux couleurs du ruban de la Croix de guerre 1914-1918.

Il porte, cousues en lettres d'or dans ses plis, les inscriptions suivantes :
- Valmy 1792
- Austerlitz 1805
- Saragosse 1809
- Sébastopol 1854-1855
- Solférino 1859
- Ypres 1914
- Verdun 1916-1917
- La Serre 1918

(*) Bataille portée a l'étendard du régiment.

## Devise
- Devise de la Sainte Barbe : "A la Sainte Barbe, Vive la bombarde"

## Décorations
La cravate de l'étendard régimentaire est décorée de la croix de guerre 1914-1918 :
- 2 citations à l'ordre de l'Armée
- 2 citations à l'ordre du corps d'armée

Il porte la fourragère aux couleurs du ruban de la croix de guerre 1914-1918.

## Personnalités ayant servi au3ed'Artillerie
- Antoine Alexandre Hanicque (1748-1821), alors capitaine commandant la 21e compagnie à cheval.
- Théodore Charles de Hédouville (1767-1846), militaire et diplomate français, lieutenant au régiment de Grenoble en 1785 ;
- Jean Gaspard Hulot de Collart (1780-1854), alors lieutenant en second
- Lieutenant général Ducos de La Hitte (1789-1878), capitaine en premier au 3e d'Artillerie vers 1813-1814
- Guillaume Stanislas Marey-Monge (1796-1863), comte de Péluse, général et homme politique, lieutenant (1826)
- Émile Chartier dit Alain (1858-1961), philosophe[28]
- Patrice Mahon dit Art Roë (1865-1914), écrivain, chef d'escadron au régiment de 1908 à 1911. Son nom est inscrit au Panthéon parmi les 560 écrivains morts au combat pendant la Première Guerre mondiale
- Jean Devé (1897-1942), Compagnon de la Libération

## Sources et bibliographie
- Henri Kauffert : Historique de l'artillerie française
- Louis Susane : Histoire de l'artillerie Française
- Historique du 3e Régiment d’Artillerie sur Bas'Art
- Historique du 3e régiment d'artillerie 1914-1919 sur Gallica
- Historiques des corps de troupe de l'armée française (1569-1900)
- Maurice Loir, Au drapeau ! Récits militaires extraits des mémoires de G. Bussière et E. Legouis, du Cte de Ségur, du maréchal Masséna, du général Vte de Pelleport,... et des journaux, 1897, 312 p. (lire en ligne), p. 297 et suivantes